# Hirundo atrocaerulea
La golondrina azul (Hirundo atrocaerulea) es una especie de ave paseriforme de la familia Hirundinidae propia de África oriental. Se reproduce en el sureste de África y pasa el invierno en el norte de Uganda y Kenia. Esta ave se reproduce en pastizales elevados y prefiere las zonas boscosas. En invierno, prefiere las tierras abiertas, pero con arbustos y árboles. El nido suele estar localizado en una superficie alta o en un agujero en el suelo.

## Descripción
Esta especie es una pequeña golondrina que mide 18 a 25 cm de largo. Los adultos poseen un color azul metálico oscuro y una cola larga y bífida, particularmente notable en el caso de los machos. Tienen plumas blancas en el vientre inferior y en los costados, algo que se observa sobre todo en el cortejo. Con poca luz, las golondrinas azules parecen casi negras y por lo tanto, pueden ser confundidas con las del género Psalidoprocne spp., algo que sucede en su rango de reproducción. Los jóvenes son de un color marrón grisáceo y adquieren el color azul cuando maduran. Su canto es un musical bee-bee-bee-bee durante el vuelo.

## Comportamiento
Las golondrinas azules se alimentan de pequeñas moscas de cuerpo ligero y otros artrópodos durante el vuelo. Las golondrinas azules comienzan la temporada de reproducción hacia fines de septiembre y construyen un nido con forma de taza con barro y pasto en el interior de cavidades, nidos de cerdo hormiguero y viejas minas. El sistema de reproducción no está bien comprendido, ya que el mecanismo de crianza cooperativa se ha visto en numerosos casos en esta especie. Los nidos están recubiertos de una capa fina de pasto, pelos de animales y plumas blancas. Normalmente, ponen tres huevos blancos, incubados 14 días por la hembra. Los pichones son alimentados durante aproximadamente 22 días hasta que emplumecen. Una vez que esto ocurre, los jóvenes pasan los próximos días alrededor del nido, antes de desaparecer. La mayoría de las golondrinas azules tienen una segunda nidada antes de regresar a su lugar de hibernación en abril.

## Amenazas
La especie está clasificada como «vulnerable» debido a la destrucción de su hábitat de invernada y de reproducción. La población actual estimada es de cuatro mil individuos y está decreciendo.